# Manuel Cardoso (humorista)
Manuel Luís Sá Lopes de Vasconcelos Cardoso (, 24 de abril de 1994) é um humorista e cronista Português. É conhecido pela sua rubrica humorística "Bem-vindo a mais um episódio de" na Rádio Comercial de 2ª a 6ª feira. O seu estilo de humor é caracterizado pela sua escrita aguçada, repleta de trocadilhos, com pitadas de cultura geral e uma consciência social que sempre pontuou os seus textos. Nas suas entrevistas aborda sempre temas leves num tom satírico, com uma expressão Deadpan, mas também alguns detalhes do seu processo criativo.
Fez parte de diversos projetos humorísticos, tendo começado no projeto "Bumerangue" criado por si, Pedro Teixeira da Mota, Guilherme Geirinhas e Carlos Coutinho Vilhena.
Faz também parte do grupo de guionistas do programa "Isto é Gozar Com Quem Trabalha", ao lado de nomes como Joana Marques, Zé Diogo Quintela, Cláudio Almeida, entre outros.
Manuel desde cedo se destacou pelo seu vocabulário, que se distinguia dos pares da sua idade por ter um estilo mais formal. Foi influenciado por Miguel Esteves Cardoso. Podemos encontrar os seus blogs desde o ano 2008 em Sapo.pt. Nunca teve hobbies, tirando ter tocado baixo durante 3 meses. Participou no concurso de novos talentos do humor "Cómicos de Garagem" da Antena 3, onde chegou até à final mas não ganhou. Os jurados eram Nuno Markl e  Bruno Nogueira. Esta derrota fê-lo desistir (brevemente) do humor, tendo parado de escrever humoristicamente entre os 14 e os 18 anos.
Aos 15 anos fez um curso de humor com Susana Romana. Fez também um curso de escrita humorística com Rui Sinel de Cordes, aos 18 anos, e um curso de escrita de Guião na Restart, sem especificar a data do mesmo. Começou por atuar nas noites de stand-up no Cinema City de Alvalade. Frequentou o Colégio Moderno. Esteve também matriculado nos cursos de Ciências da Comunicação e História mas não os concluiu.
Mantém a sua vida privada resguardada, utilizando as redes sociais apenas para promoção de teasers dos seus momentos das manhãs na Rádio Comercial. É filho da jornalista Ana Sá Lopes, atual redatora principal do Público. Sabe-se que tem um cão, uma namorada e uma casa. E também alguns amigos.
Início de Carreira:
Fez stand up comedy durante 4 meses em Inglaterra. Atuou também em Nova Iorque.
2014: Criou o projeto "Bumerangue" em Fevereiro, com Pedro Teixeira da Mota, Guilherme Geirinhas e Carlos Coutinho Vilhena. Os quatro faziam sketches de cerca de dois minutos no YouTube. Manuel abordou Pedro Teixeira da Mota numa discoteca, e na segunda-feira seguinte foram tomar um café na Universidade onde Pedro estudava. Mais tarde, foi Pedro quem apresentou Geirinhas a Carlos e Manuel. Os quatro faziam sketches de cerca de dois minutos onde faziam "humor de betos, por betos, para betos". Quando questionado pelo sucesso do projeto, Manuel diz "(erámos conhecidos por) 300 pessoas de Lisboa que efetivamente se riam com o que fazíamos". Mais tarde nesse ano, em Outubro, o programa passou a ser transmitido na SIC Radical.
2014: Guionista no programa Roleta Russa, apresentado por Rui Sinel de Cordes, programa diário transmitido no canal +TVI.
2015: Foi guionista e ator do programa de humor Very Typical, transmitido na SIC Radical. O programa estreou a 20 de novembro de 2015.
2017: Cria o seu canal de Youtube, onde ainda hoje mantém alguns dos seus vídeos. 
Desde 2016 até 2023, durante sete anos, assinou crónicas no SAPO 24, abordando temas diversos com o seu estilo característico.
2018: Foi convidado por Ricardo Araújo Pereira para integrar o “Isto é gozar com quem trabalha”. Após não ter atendido a chamada, por pensar que se tratava de telemarketing, RAP enviou-lhe uma mensagem, e até hoje permanece na equipa do programa.
2019: Abriu o espetáculo de Louis CK em Portugal, atuando em Inglês.
Integrou a equipa de roteiristas do programa "Gente que Não Sabe Estar", apresentado por Ricardo Araújo Pereira.
2020: Cria o seu próprio podcast "Amigo Íntimo", disponível em várias plataformas.
Entre 2018 e 2021, foi responsável pela rubrica "Pão Para Malucos" na Antena 3, um espaço humorístico diário que abordava temas diversos com o seu estilo de humor característico.
2021: Estreia-se no programa semanal de humor futebolístico "Falsos Lentos" , onde ainda hoje conversa com Diogo Batáguas e Carlos Coutinho Vilhena. Em 2025, após um episódio do programa, protagonizou um episódio insólito onde levou uma comitiva de 500 pessoas para apoiar um clube da 5ª divisão de Futebol Espanhol.
Escreve a gala dos XXV Globos de Ouro, ao lado de nomes como Guilherme Fonseca, Cátia Domingues, Claúdio Almeida e Joana Marques.
Estreia também o podcast "Impertinente" da Fundação Francisco Manuel Dos Santos, ao lado de nomes como Filipa Galrão, Rui Maria Pêgo, Hugo van der Ding e Mariana Alvim, programa que ainda hoje integra.
2023: Tornou-se colunista do jornal Expresso, consolidando a sua presença na imprensa portuguesa.
Em setembro de 2024, estreia-se nas manhãs da Rádio Comercial ao lado de Vera Fernandes, Pedro Ribeiro, Vasco Palmeirim e Nuno Markl, com a sua rubrica humorística "Bem-vindo a mais um episódio de".
Stand up comedy:
1. 1994. Este foi o primeiro espetáculo a solo de Manuel Cardoso, com estreia em 2016, apresentado no Porto, no Teatro Sá da Bandeira. No espetáculo, o humorista abordou de forma crítica e humorística o seu percurso enquanto milennial, refletindo sobre as suas próprias experiências e observações da sociedade.
2. Farsa. O segundo espetáculo a solo de Manuel Cardoso, intitulado Farsa, foi estreado em 2018. Manuel Cardoso continuou a explorar temas da sua geração com o seu estilo característico de humor. 
3. Red Flag. O espetáculo de stand-up comedy Red Flag é o mais recente do humorista, e percorreu diversas cidades de Portugal, entre 2023 e 2024 passando por quase todo o país, em locais como Viseu, Lourinhã, Pombal, até às grandes cidades do Litoral como Porto e Lisboa.
É conhecido atualmente pela sua rubrica humorística "Bem vindo a mais um episódio de" na Rádio Comercial, um programa diário em dias úteis, com a duração de 5 minutos, onde conta histórias, faz trocadilhos, desanuvia conceitos e diz disparates.
Podemos encontrar os seus blogs desde o ano 2008 em Sapo.pt.